# Шоу, Терри Иэн
Терри Иэн Шоу (англ. Terrey Ian Shaw; 12 октября 1946 — 5 декабря 1997) — австралийский шахматист, международный мастер (1981).

## Биография
В 1978 году в Перте поделил первое — третье место в чемпионате Австралии по шахматам, но в дополнительном матч-турнире уступил звание Роберту Джеймисону.
Представлял сборную Австралии на шахматных олимпиадах, в которых участвовал девять раз (1968—1984) и в индивидуальном зачёте завоевал две серебряные (1968, 1972) медали.